# Celestyni (kongregacja benedyktynów)
Celestyni (łac. Congregatio lub Ordo Coelestinorum, skrót O.S.B. Coel.) − nieistniejący już zakon męski, kongregacja mnichów benedyktyńskich, biorąca swoją nazwę od imienia założyciela św. Celestyna V.
Zgodnie z tradycją celestyniańską kongregację założył mnich Pietro del Morrone, późniejszy papież. Około 1240 przybył od z opactwa Santa Maria di Faifoli w Molise na Majellę, by prowadzić życie eremickie. W 1248 w pobliżu Roccamorice założył erem Santo Spirito a Majella. Celestyni celebrowali jako datę powstania eremu Santo Spirito dzień 29 sierpnia, wspomnienie Męczeństwa św. Jana Chrzciciela. Pierwotnie celestynów nazywano braćmi Świętego Ducha. Nazwę celestyni zaczęli używać po kanonizacji założyciela, istniała XIII-XIX wieku.
W 1259 władze Sulmony ofiarowały celestynom teren w Morrone. W tym samym roku biskup Valvy udzielił pozwolenia na wzniesienie kościoła dedykowanego Matce Bożej. Papież Urban IV bullą Cum sicut z 1 czerwca 1263 pozwolił biskupowi Chieti na włączenie eremitów z Majelly do zakonu benedyktyńskiego. Następnego dnia bullą Sacrosancta Romana Ecclesia ten sam papież zapewnił wspólnocie protekcję apostolską i usankcjonował jej stan majątkowy. Wspólnoty zależne od Majelly powstawały na terenie diecezji: Chieti, Sulmona, Isernia, Anagni, Ferentino i Sora. W 1275 Grzegorz X przywilejem Religiosam vitam usankcjonował istnienie kongregacji w łonie zakonu benedyktyńskiego. Nowe wspólnoty zaczęły powstawać na obszarach Abruzzo, Królestwa Sycylii i w Lacjum. W Rzymie mnisi celestyńscy otrzymali klasztory Św. Piotra in Montorio i Św. Euzebiusza na Eskwilinie. W XIV w. celestyni posiadali domy zakonne we Francji, w Czechach i w Niemczech, a także w Anglii, Hiszpanii i Belgii. Ekspansję i rozwój celestynów w Niemczech zahamowała reforma protestancka, we Francji Wielka Rewolucja Francuska. Kasatę klasztorów w Królestwie Neapolu przeprowadzono w 1807, w innych regionach Włoch w 1810.